# Никита (певец)
Алексе́й Миха́йлович Фо́кин (творческий псевдоним — Ники́та; род. 20 февраля 1975, Кирово-Чепецк, Кировская область, РСФСР, СССР) — российский эстрадный певец.

## Биография
Родился 20 февраля 1975 года в Кирово-Чепецке.
Окончил музыкальную школу, при доме Пионеров по классу баяна и эстрадно-вокальную студию Song Show, в городе Кирово-чепецке. В 17 лет после окончания средней общеобразовательной школы, Никита отправляется в Москву поступать в музыкальное училище им. Гнесиных, но поступает лишь на подготовительное отделение к педагогу Коннову В.А. Тот в последствии говорил, что такой голос, как у Никиты в 4 октавы, встречается редко. На протяжении всей творческой жизни Никита занимается только у Конного В. А. Свою профессиональную карьеру Никита начинает в 1999 году в Санкт-Петербурге. Там он знакомится с молодыми Питерскими продюсерами, с которыми записывает свои первые треки "Улетели навсегда", " Я знаю", "Девушка по имени М" и др. Эти треки показывают DJ Груву и тот привозит записанные  песни в Москву. Он показывает их знаменитому продюсеру Юрию Шмильевичу Айзеншпису.
Юрий Айзеншпис приглашает Никиту в Москву на прослушивание и в последствии предлагает ему контракт, после подписания которого певец выпускает свой дебютный альбом «Улетели навсегда».
Спустя год после выхода первого альбома, песни «Улетели навсегда», «С неба ты сошла» и «Однажды» получили признание многих музыкальных критиков, изданий и премий ( "Овация", "Песня года", " Золотой грамофон", Звуковая дорожка" и др.) Издание журнала ОМ, провозгласил Никиту явлением в музыкальной индустрии  России и "Открытием года", поместив фото певца на обложку журнала "ОМ". Песни и клипы артиста ротировались на всех топовых радиостанциях и телеканалах России и занимали лидирующие позиции во всех чартах страны. Затем певец выпускает свою вторую пластинку «В твоей любви я утону», в которую вошли такие композиции как " Ночной ангел", "Ты не моя", " Туда за облака", "Эта Даль" И другие. "Пластинка получилилась очень откровенной и личной, каждая песня из этого альбома, очень важна для меня", комментирует сам Никита. Вторым альбомом, Никита доказывает, что по праву считается законодателем мод и лидером эстетической, танцевальной музыки в России. 
Тем временем артист продолжает активно гастролировать, выступая на всех модных площадках и фестивалях страны. В феврале 2003 года певец разрывает контракт со своим продюсером Ю. Ш. Айзеншписом. Причиной этому послужили творческие разногласия.
И в том же 2003 году, Никита приступает к записи своего третьего альбома. В марте 2004 года выходит альбом под названием «Так странно». Никита так же не изменяет своему лирическому стилю. Трек "Так странно" Ротируется на радиостанции Европа+ и других. 
В 2006 году артист завершил работу над своим четвёртым альбомом «Никита: The Best», в который вошли ремейки на все хиты артиста, а также два новых трека — «Ангелы и демоны» и дуэт с Анастасией Стоцкой «Я не люблю тебя». Также совместно с известным DJ Andrea T Mendoza (известным своими работами над ремиксами таких исполнителей как Мадонна и Джордж Майкл) Никита записал новый трек «Shine City»; (ремикс на песню «Безумие лета»), который находился в ротации на радиостанциях Европы, также артист в 2007—2008 году активно гастролировал по Европе, России и ближнему зарубежью.
С 2008 года Никита работает над пятым альбомом. В работе над альбомом принимают участие многие европейские и российские музыканты. Оценивая альбом, Никита говорит: «Альбом получился очень честным и искренним, в нём я попытался донести до своих слушателей всё то, о чём я думал и что пережил за все эти долгие месяцы. В этом альбоме я открыл много тайн о самом себе и о той действительности, которая окружала меня. Так что умеющий слышать, любить и читать между строк, сможет понять и почувствовать меня. Этот альбом я посвятил всем тем людям, а в первую очередь своим поклонникам, которые никогда не переставали верить в меня и любить все эти годы.»
В 2008 году Никита начинает сотрудничество с российским диджеем и продюсером DJ Alexey Romeo. Совместно они выпускают треки «Не бойся и беги» и "О тебе" Никита говорит, что, «Произвести эти песни на свет мне помогло очень важное и настоящее чувство — Любовь».
В середине 2009 года Никита выпускает несколько синглов, таких как «Капли», "Луна" Эти песни начинают ротироваться на музыкальных радиостанциях. Кроме этого Никита перерабатывает свои композиции «Ночной ангел», «С неба ты сошла», придав им новое звучание.
Весной 2010 года выходит четвёртый студийный альбом певца Никиты — «Вверх!». В альбом вошли такие треки как "Кометы", " Танец в темноте", "Луна", " Иди навстречу", "Не бойся и беги", " Теряю контроль". Именно на песню"Кометы" Никита снимает видео с очень талантливым клипмейкером Константином Черепковым. Константин Черепков понимая всю индивидуальность Никиты делает по истине поп-артовский клип, который и сегодня удивляет людей. Смелое видео-решение, подчёркивает изысканный вкус и в очередной раз подтверждает статус артиста, как одного из самых загадочных и талантливых музыкантов своего времени. На песню "Теряю контроль" тоже был снят видеоклип талантливым режиссёром Еленой Винярской. В этом клипе Никита перестал в образе модного инопланетного гостя , которому не чужды земные чувства и эмоции. Презентация альбома состоялась 23 апреля концертом Никиты в популярном московском клубе «FAMOUS».

## Дискография
1. 1999 — «Улетели навсегда»
2. 2001 — «В твоей любви я утону»
3. 2004 — «Так странно»
4. 2008 — «Никита: The Best»
5. 2010 — «Вверх!»
6. 2012 — «Танец в темноте»
7. 2014 — «Улетели навсегда» (сборник)
8. 2014 — «Ты моя Дива»
9. 2015 — «Любовь была»
10. 2016 — «Нет или Да»
11. 2017 — «Ты в моей голове»

## Синглы
- «Улетели навсегда»
- «Однажды»
- «Отель»
- «Слова как пули»

## Награды
- Премия «Овация» (1999) в номинации «Солист года», «Шлягер года» за песни «Улетели навсегда», «Однажды».
- Премия журнала «Ом» (2000) в номинации «Прорыв года».
- Премия журнала Cosmopolitan (2000) в номинации «Певец года» и «Песня года».
- Премия «Золотой граммофон» (2000) в номинации «Лучшая песня» («Однажды») и «Певец года».